# Di Linh
Di Linh (français : Djiring) est une commune vietnamienne, située dans la province de Lâm Đồng et sur le plateau de Di Linh.
Les habitants de Di Linh sont les Diliniens et les Diliniennes.

## Géographie

### Situation
Di Linh est situé au centre de la province de Lâm Đồng.

### Axes de communication
- par la route :
  - à 80 km de Dalat ()
  - à 220 km de Hồ Chí Minh Ville ()
  - à 90 km de Phan Thiết ()

### Géologie
Le relief de Di Linh est constitué de montagnes, dont le sous-sol est basaltique. Di Linh culmine à 1 001 mètres au sommet du 1001.

## Personnalités liées à la commune
- Jean Cassaigne, missionnaire français décédé dans la commune le 31 octobre 1973.